# خنافس نمرية

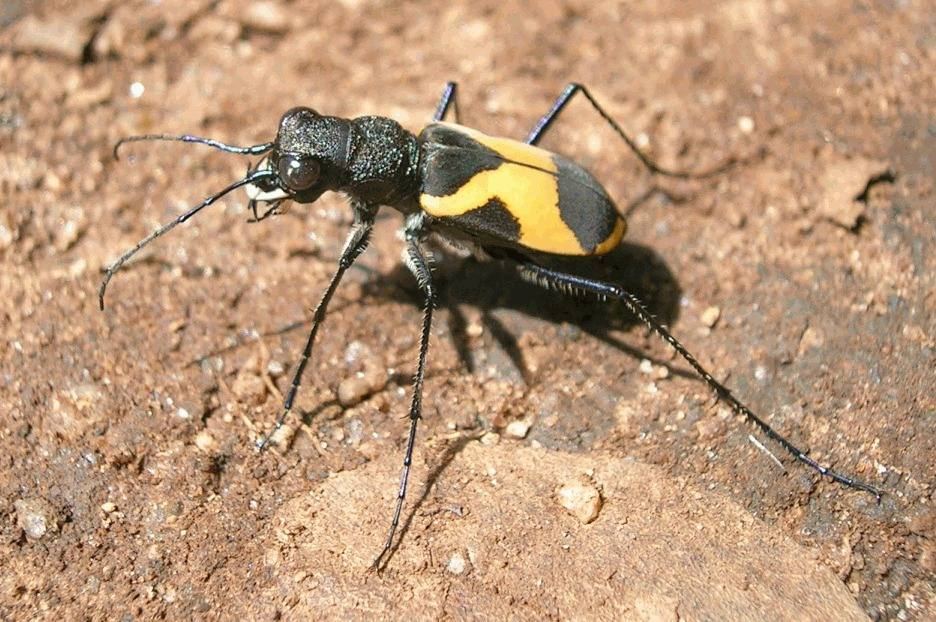
سيسنديلا أوروفاشياتا (Cicindela aurofasciata) من الهند، تتميز بعيونها الواسعة وفكها السفلي الكبير

الخنافس النمرية أو عائلة سيسندليدي أو المتوهجات  هي مجموعة كبيرة من الخنافس المعروفة بعاداتها الافتراسية العدوانية وسرعة ركضها. وتستطيع أسرع أنواع الخنافس النمرية الركض بسرعة 9  كم/الساعة (5.6 ميل في الساعة)، والتي مقارنةً بطول جسمها، تبلغ حوالي 22 مرة سرعة العداء الأوليمبي السابق مايكل جونسون،، وهو المماثل لإنسان يركض بسرعة 770كم/ساعة. ومنذ عام 2005، تم اكتشاف حوالي 2600 نوع ونوع فرعي، مع وجود أثرى تنوع في المنطقة الشرقية (الهند وملايو)، يليها منطقة المدار الجديد نيوتروبيك أو (Neotropics).

## الوصف
تتميز الخنافس النمرية بعيونها المنتفخة الكبيرة وأرجلها الطويلة والرفيعة وفكها السفلي المتقوس الكبير. وتتسم جميع الخنافس البالغة واليرقات بأنها مفترسة. ويحظى جنس السيسنديلا (Cicindela) بـ توزيعه العالمي. وتتضمن الأجناس المشهورة الأخرى تيتراشا (Tetracha) وأوموس (Omus) وأمبليشيلا (Amblycheila) ومانتيكورا (Manticora). وفي حين أن الخنافس في جنس السيسنديلا غالبًا ما تكون نهارية ويمكن أن تخرج في أشد الأيام حرارة، فإن الأجناس تيتراشا وأوموس وأمبليشيلا ومانتيكورا جميعها ليلية. وتتميز أجناس سيسنديلا وتيتراشا عادةً بألوانها الساطعة، بينما هناك أجناس أخرى مذكورة غالبًا ما تكون سوداء اللون.
تتميز الخنافس النمرية في جنس مانتيكورا بأنها الأكبر حجمًا في الفصيلة الفرعية. وتعيش هذه الخنافس في الأساس في صحارى جنوب أفريقيا.
تعيش يرقات الخنافس النمرية في جحور أسطوانية الشكل يصل عمقها إلى متر. وهي يرقات ذات رأس كبيرة وظهر محدب وتتشقلب إلى الخلف لتلتقط الحشرات الفريسة التي تهيم فوق الأرض. وتركض الخنافس البالغة سريعة الحركة خلف فرائسها؛ وهي سريعة للغاية أثناء الطيران، وفترات استجابتها بنفس ترتيب الذباب المنزلي الشائع. وتتسم بعض الخنافس النمرية في المناطق الاستوائية بأنها شجرية، ولكن معظمها يركض على سطح الأرض. وتعيش على طول شواطئ البحر والبحيرات وعلى الكثبان الرملية وحول أعماق البحيرات الصحراوية وعلى الضفاف الطينية أو دروب الغابات، وهي مولعة بشكل خاص بالأسطح الرملية.
تعد الخنافس الرملية أنواعا مؤشرة جيدة وتم استخدامها في دراسات بيئية عن التنوع الحيوي. وتضع أنواع عديدة من الزنابير الطفيلية عديمة الجناح من جنس ميثوكا (Methocha) (فصيلة تيفيداي (Tiphiidae)) بيضها على يرقات العديد من]]أنواع السيسنديلا[[، مثل خنافس الشاطئ الشرقي النمرية (Cicindela dorsalis).

## النظاميات

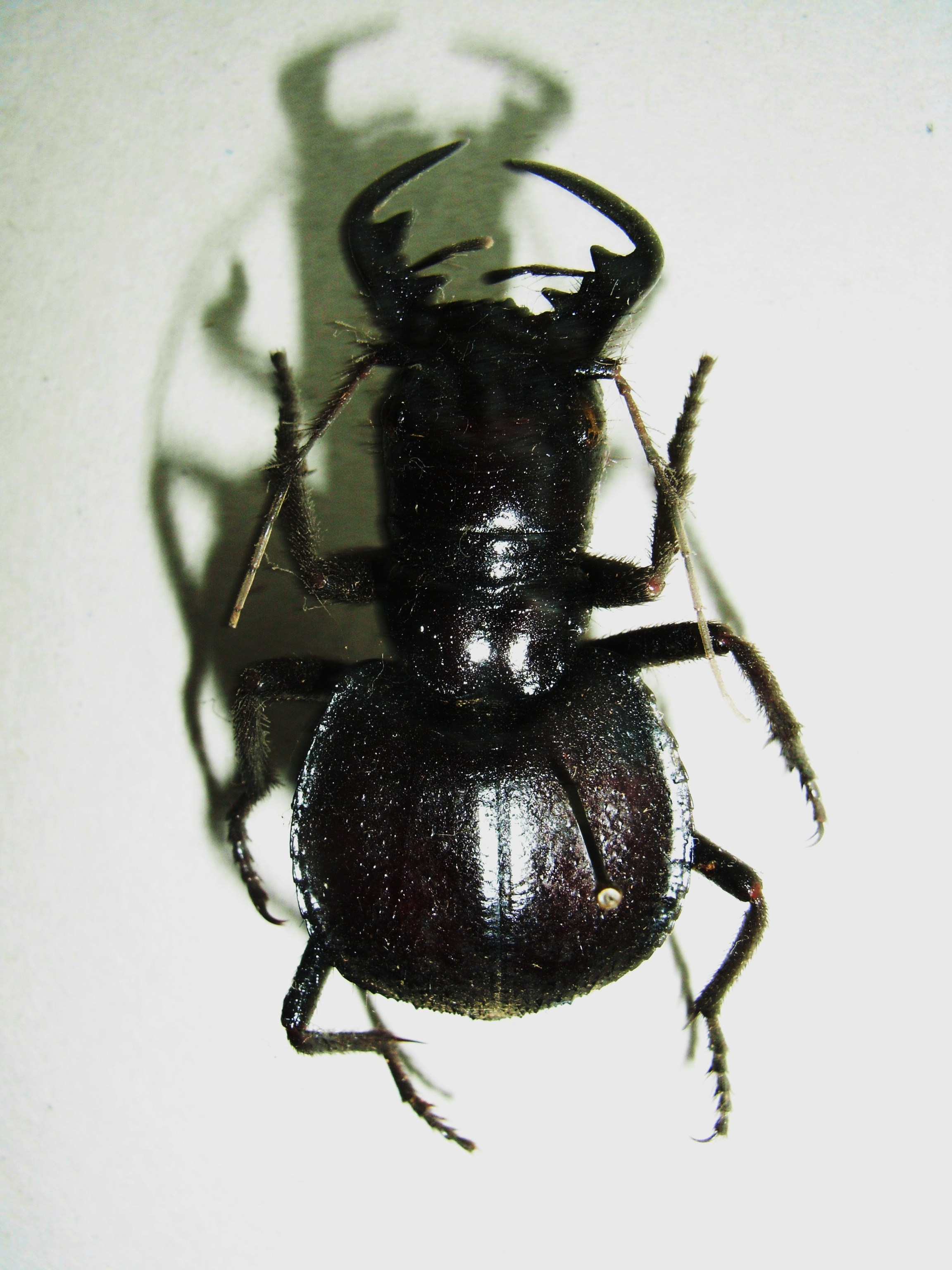
نموذج متحفي لنوع مانتيكورا من الموزمبيق.

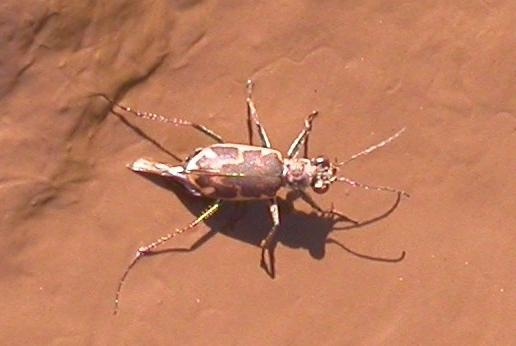
خنفساء خور الملح النمرية النادرة، Cicindela nevadica lincolniana

صُنّفت الخنافس النمرية تقليديًا ضمن فصيلة الخنفسيات الببرية (Cicindelidae)، ولكن يتعامل معظم المؤلفين معها الآن على أنها ضمن الفصيلة الفرعية السيسنديلدات (Cicindelinae) في فصيلة السلكونيات (Carabidae) (الخنافس الأرضية). ومع ذلك، فقد قامت أحدث التصنيفات بترحيلها إلى المجموعة الفرعية أحادية العرق داخل الفصيلة الفرعية الكارابينات (Carabinae)، بالرغم من عدم حصول ذلك على القبول على نطاق عالمي. ومن ثم، فلا يوجد إجماع على تصنيف هذه المجموعة، وذلك في أي مستوى من الفصيلة وحتى النويعات وقد يكون في غاية الصعوبة حل ألغاز المؤلفات التصنيفية المحيطة بهذه المجموعة.
وقد وصف عالم الحشرات الألماني ألثر هورن (Walther Horn) العديد من أنواع هذه المجموعة.
وتتضمن أجناس الخنافس النمرية ما يلي:
- أبروسيلايس (Abroscelis) هوب (Hope)، عام 1838
- أمبليشيلا (Amblycheila) ساي (Say)، عام 1829
- أنيارا هوب (Hope)، عام 1838
- أنتيناريا (Antennaria) دوكتوروف (Dokhtouroff)، عام 1883
- أبتيرويسا (Apteroessa) هوب (Hope)، عام 1838
- أركيديلا (Archidela) ريفالير (Rivalier)، عام 1963
- بالوغيلا (Baloghiella) ماندل (Mandl)، عام 1981
- بينجزنيوم (Bennigsenium) دبليو هورن (W. Horn)، عام 1897
- براشيلا (Brasiella) ريفالير (Rivalier)، عام 1954
- كاليدونيكا (Caledonica) تشودوار (Chaudoir)، عام 1860
- كاليدونومورفا (Caledonomorpha) دبليو هورن (W. Horn)، عام 1897
- كاليترون (Callytron) جيستل (Gistl)، عام 1848
- كالوميرا (Calomera) موتشولوسكي (Motschulsky)، عام 1862
- كاليبتوجلوسا (Calyptoglossa) جينل (Jeannel)، عام 1946
- سينوثيلا (Cenothyla) ريفالير (Rivalier)، عام 1969
- سيفالوتا (Cephalota) دوكتوروف (Dokhtouroff)، عام 1883
- شيتوديرا (Chaetodera) جينل (Jeannel)، عام 1946
- شيلونيتشا (Cheilonycha) لاكوردير (Lacordaire)، عام 1843
- شيلوكسيا (Cheiloxya) جويرن-مينيفل (Guerin-Meneville)، عام 1855
- سيسنديلا (Cicindela) لينيوس (Linnaeus)، عام 1758
- كوليريس (Collyris) فبريسوس (Fabricius)، عام 1801
- كراتوهيريا (Cratohaerea) تشودوار (Chaudoir)، عام 1850
- ستينوستوما (Ctenostoma) كلوغ (Klug)، عام 1821
- سيلنديرا (Cylindera) ويستوود (Westwood)، عام 1831
- دارلينجتونيكا (Darlingtonica) كاسولا (Cassola)، عام 1986
- ديروكرانيا (Derocrania) تشودوار (Chaudoir)، عام 1860
- دياستروفيلا (Diastrophella) ريفالير (Rivalier)، عام 1957
- ديلاتوتارسا (Dilatotarsa) دوكتوروف (Dokhtouroff)، عام 1882
- ديستبسيدرا (Distipsidera) ويستوود (Westwood)، عام 1837
- دروميكا (Dromica) ديجيان (Dejean)، عام 1826
- دروميكويدا (Dromicoida) فيرنر (Werner)، عام 1995
- دروموكورس (Dromochorus) جويرن-مينيفل (Guerin-Meneville)، عام 1845
- إليبسوبترا (Ellipsoptera) دوكتوروف (Dokhtouroff)، عام 1883
- إنانتيولا (Enantiola) ريفالير (Rivalier)، عام 1961
- يوكاليا (Eucallia) جويرن-مينيفل (Guerin-Meneville)، عام 1844
- يونوتا (Eunota) ريفالير (Rivalier)، عام 1954
- يوبروسوبوس (Euprosopus) ديجيان (Dejean)، عام 1825
- يورياثرون (Euryarthron) جويرن-مينيفل (Guerin-Meneville)، عام 1849
- يوريمورفا (Eurymorpha) هوب (Hope)، عام 1838
- يوزونا (Euzona) ريفالير (Rivalier)، عام 1963
- جراندوبرونوتاليا (Grandopronotalia) دبليو هورن (W. Horn)، عام 1936
- جوينيكا (Guineica) ريفالير (Rivalier)، عام 1963
- هابروديرا (Habrodera) موتشولوسكي (Motschulsky)، عام 1862
- هابروسكيليمورفا (Habroscelimorpha) دوكتوروف (Dokhtouroff)، عام 1883
- هيبتودونتا (Heptodonta) هوب (Hope)، عام 1838
- هيبيثا (Hypaetha) لوكونت (Leconte)، عام 1860
- آيريشا (Iresia) ديجيان (Dejean)، عام 1831
- جانسينيا (Jansenia) تشودوار (Chaudoir)، عام 1865
- لانجيا (Langea) دبليو هورن (W. Horn)، عام 1901
- ليبتوجناثا (Leptognatha) ريفالير (Rivalier)، عام 1963
- لوفيرا (Lophyra) موتشولوسكي (Motschulsky)، عام 1859
- ماكفارلانديا (Macfarlandia) سوملين (Sumlin)، عام 1981
- ماناويتا (Manautea) ديوف (Deuve)، عام 2006
- مانتيكا (Mantica) كولبي (Kolbe)، عام 1896
- مانتيكورا فبريسوس (Fabricius)، عام 1792
- ميجاسيفالا (Megacephala) لاتريل (Latreille)، عام 1802
- ميجالوما (Megalomma) ويستوود (Westwood)، عام 1842
- متريوشيلا (Metriocheila) تومسون (Thomson)، عام 1857
- ميكرومنتيجناثا (Micromentignatha) سوملين (Sumlin)، عام 1981
- ميكروثيلاكس (Microthylax) ريفالير (Rivalier)، عام 1954
- ميريوشيلا (Myriochila) موتشولوسكي (Motschulsky)، عام 1862
- نافيوكسيلا (Naviauxella) كاسولا (Cassola)، عام 1988
- نيوتشيلا (Neochila) باسيلوسكي (Basilewsky)، عام 1953
- نيوسيسينديلا (Neocicindela) ريفالير (Rivalier)، عام 1963
- نيوكوليريس (Neocollyris) دبليو هورن (W. Horn)، عام 1901
- نيولافيرا (Neolaphyra) بيديل (Bedel)، عام 1895
- نيكيريلا (Nickerlea) دبليو هورن (W. Horn)، عام 1899
- نوتوسبيرا (Notospira) ريفالير (Rivalier)، عام 1961
- أودونتوشيلا (Odontocheila) لابورت (Laporte)، عام 1834
- أوموس (Omus) إسشتشولتز (Eschscholtz)، عام 1829
- أوبيليديا (Opilidia) ريفالير (Rivalier)، عام 1954
- أوبيسثينسينترس (Opisthencentrus) دبليو هورن (W. Horn)، عام 1893
- أورثوسينديلا (Orthocindela) ريفالير (Rivalier)، عام 1972
- أوكسيتشيلا (Oxycheila) ديجيان (Dejean)، عام 1825
- أوكسيتشيلوبسيس (Oxycheilopsis) كاسولا وفيرنر (Cassola & Werner)، عام 2004
- أوكسيجونيا (Oxygonia) مانرهايم (Mannerheim)، عام 1837
- أوكسيجونيولا (Oxygoniola) دبليو هورن (W. Horn)، عام 1892
- بارافيسودوتيرا (Paraphysodeutera) جيه مورافيك (J. Moravec)، عام 2002
- بينتاكوميا (Pentacomia) بيتس (Bates)، عام 1872
- بيريديكسيا (Peridexia) تشودوار (Chaudoir)، عام 1860
- فيلودورما (Phyllodroma) لاكوردير (Lacordaire)، عام 1843
- فيسوديوتيرا (Physodeutera) لاكوردير (Lacordaire)، عام 1843
- بيكنوتشيلي (Picnochile) موتشولوسكي (Motschulsky)، عام 1856
- بلاتيشيلي (Platychile) مكلاي (Macleay)، عام 1825
- بوجونوستوما (Pogonostoma) كلوغ (Klug)، عام 1835
- بوليرهانيس (Polyrhanis) ريفالير (Rivalier)، عام 1963
- بوميتون (Pometon) فلوتيوكس (Fleutiaux)، عام 1899
- بريبوسا (Prepusa) تشودوار (Chaudoir)، عام 1850
- بروبشيا (Probstia) كاسولا (Cassola)، عام 2002
- برونيسا (Pronyssa) بيتس (Bates)، عام 1874
- برونيسيفورميا (Pronyssiformia) دبليو هورن (W. Horn)، عام 1929
- بروثيما (Prothyma) هوب (Hope)، عام 1838
- بروثيميديا (Prothymidia) ريفالير (Rivalier)، عام 1957
- بروتوكوليريس (Protocollyris) ماندل (Mandl)، عام 1975
- سودوكسيتشيلا (Pseudoxycheila) جويرن-مينيفل (Guerin-Meneville)، عام 1839
- ريسوبليورا (Rhysopleura) سلوان (Sloane)، عام 1906
- ريتيدوفينا (Rhytidophaena) بيتس (Bates)، عام 1891
- ريفاسينيدالا (Rivacindela) نيديك (Nidek)، عام 1973
- رونهوبيريا (Ronhuberia) جيه مورافيك وكودرنا (J. Moravec & Kudrna)، عام 2002
- سالبينجوفورا (Salpingophora) ريفالير (Rivalier)، عام 1950
- سوكوترانا (Socotrana) كاسولا ورانيك (Cassola & Wranik)، عام 1998
- ستينوكوزميا (Stenocosmia) ريفالير (Rivalier)، عام 1965
- سوملينيا (Sumlinia) كاسولا وفيرنر (Cassola & Werner)، عام 2001
- ثيراتيس (Therates) لاتريل (Latreille)، عام 1816
- ثوبيوتيكا (Thopeutica) شاوم (Schaum)، عام 1861
- تريكونديلا (Tricondyla) لاتريل (Latreille)، عام 1822
- فاتا (Vata) فوفيل (Fauvel)، عام 1903
- والثرهورنيا (Waltherhornia) أولسوفيف (Olsoufieff)، عام 1934

تنشأ العديد من الأجناس عن الانفصال عن الجنس الكبير سيسنديلا.

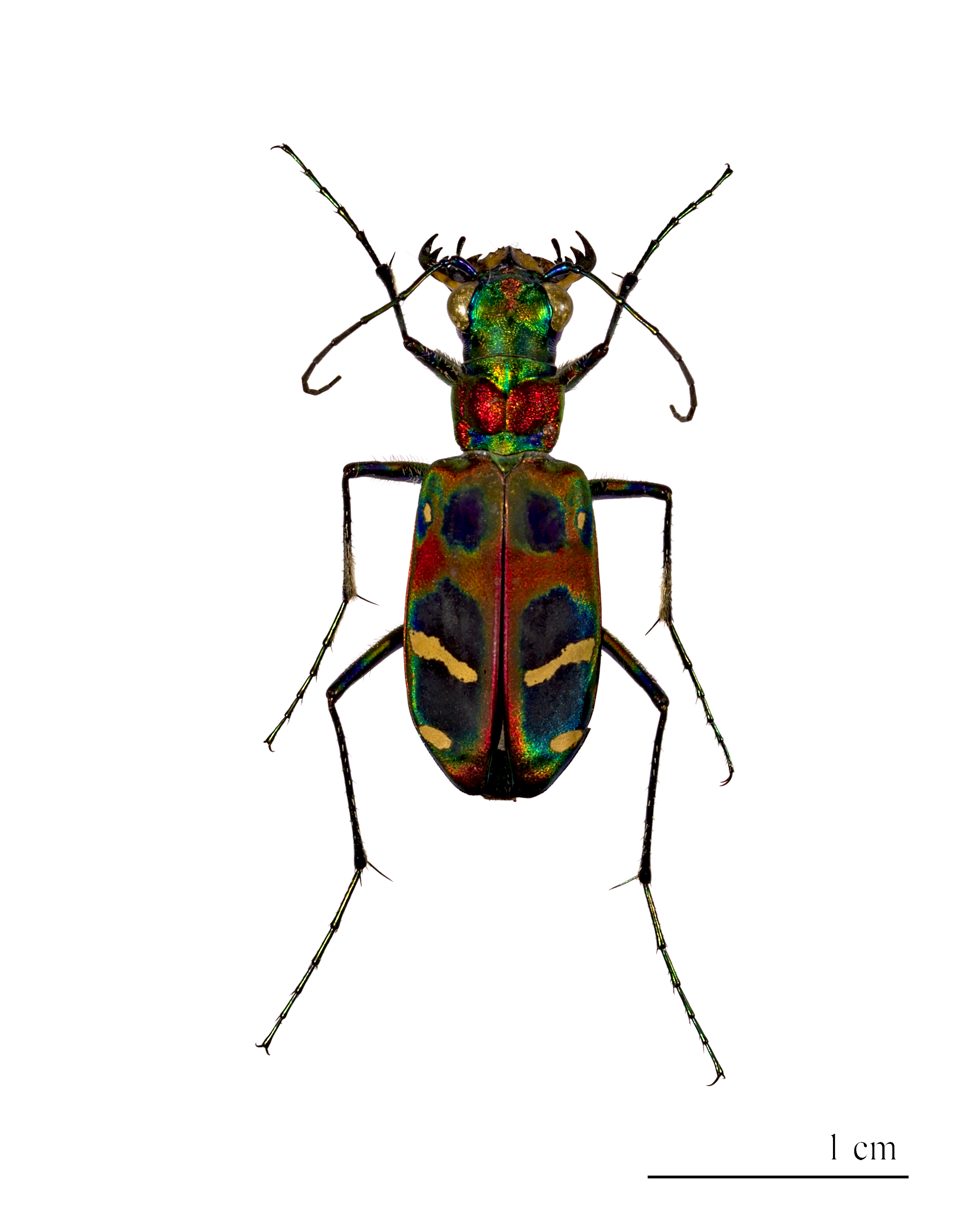
سيسنديلا شينينسيس

 (Cicindela chinensis)

## الحواشي
1. 1 2  Patrice Bouchard; Yves Bousquet; Anthony E Davies; et al. (4 Apr 2011). "Family-group names in Coleoptera (Insecta)". ZooKeys (بالإنجليزية). 88 (88): 1–972. DOI:10.3897/ZOOKEYS.88.807. ISSN:1313-2989. PMC:3088472. PMID:21594053. QID:Q21090281.{{استشهاد بدورية محكمة}}:  صيانة الاستشهاد: دوي مجاني غير معلم (link)
2. ↑  أمين المعلوف (1985)، معجم الحيوان (بالعربية والإنجليزية) (ط. 3)، بيروت: دار الرائد العربي، ص. 64، OCLC:1039733332، QID:Q113643886
3. 1 2  نزار مصطفى الملاح (د.ت.)، معجم الملاح في مصطلحات علم الحشرات (بالعربية والإنجليزية)، الموصل: جامعة الموصل، ص. 179، QID:Q118929029 {{استشهاد}}: تحقق من التاريخ في: |publication-date= (مساعدة)
4. ↑  [<a href="http://www.news.cornell.edu/releases/Jan98/TigerBeetle.bpf.html%22>http://www.news.cornell.edu/releases/Jan98/TigerBeetle.bpf.html</a> Cornell News, Jan. 16, 1998 When tiger beetles chase prey at high speeds they go blind temporarily, Cornell entomologists learn] [وصلة مكسورة] نسخة محفوظة 2021-12-07 على موقع واي باك مشين.
5. ↑  Pearson, D.L. & F. Cassola, 2005
6. ↑  Werner, K. 2000
7. ↑  Burdick, D.J. and Wasbauer, M.S. 1959. Biology of Methocha californica Westwood (Hymenoptera: Tiphiidae). Wasmann Jour. Biol. 17:75-88. [<a href="http://www.dec.ny.gov/animals/7116.html%22>http://www.dec.ny.gov/animals/7116.html</a> Department of Environmental Conservation] [وصلة مكسورة] نسخة محفوظة 2020-09-29 على موقع واي باك مشين.
8. ↑  [<a href='http://carabidae.pro/carabidae/cicindelinae.html%22'>http://carabidae.pro/carabidae/cicindelinae.html</a> "Cicindelinae Latreille, 1802"]. Carabidae of the World. 2011. اطلع عليه بتاريخ 2011-06-28. {{استشهاد ويب}}: تحقق من قيمة |مسار= (مساعدة)[وصلة مكسورة]

## قائمة المصادر
- Further new country records of African Tiger Beetles with some taxonomical note (Coleoptera, Cicindelidae) by Peter Schüle. Entomologia Africana 15(2)2010.
- The Tiger beetles of Africa by Karl Werner, Taita Publishers 2000.
- A Quantitative Analysis of Species Descriptions of Tiger Beetles (Coleoptera Cicindelidae), from 1758 to 2004, and Notes about Related Developments in Biodiversity Studies by D.L. Pearson and F. Cassola. The Coleopterists Bulletin Vol 59, n°2, June 2005.
- Tiger Beetles of Alberta: Killers on the Clay, Stalkers on the Sand by John Acorn. University of Alberta Press, 2001.
- Tiger Beetles: The Evolution, Ecology, and Diversity of the Cicindelids by David L. Pearson and Alfried P. Vogler. Cornell University Press, 2001.
- A Field Guide to the Tiger Beetles of the United States and Canada by David L. Pearson, C. Barry Knisley and Charles J. Kazilek. Oxford University Press, 2005.
- The Beetles of the World, volumes 13 [<a href="http://www.insects.demon.co.uk/cm/cm-13-english.html],">http://www.insects.demon.co.uk/cm/cm-13-english.html],</a> 15 [<a href="http://www.insects.demon.co.uk/cm/cm-15-english.html],">http://www.insects.demon.co.uk/cm/cm-15-english.html],</a> 18 [<a href="http://www.insects.demon.co.uk/cm/cm-18-english.html]">http://www.insects.demon.co.uk/cm/cm-18-english.html]</a> & 20 [<a href="http://www.insects.demon.co.uk/cm/cm-20-english.html]">http://www.insects.demon.co.uk/cm/cm-20-english.html]</a> by Karl Werner, Sciences Nat, Venette, 1991, 1992, 1993 & 1995.

## وصلات خارجية
- [<a href="http://www.cicindelaonline.com/index.htm%22>http://www.cicindelaonline.com/index.htm</a> Cicindela Online]
- <a href="http://homepage3.nifty.com/trechinae/cicinw.htm%22>http://homepage3.nifty.com/trechinae/cicinw.htm</a> (Japanese)
- [<a href="http://www.npwrc.usgs.gov/resource/distr/insects/tigb/usa/cicindel.htm%22>http://www.npwrc.usgs.gov/resource/distr/insects/tigb/usa/cicindel.htm</a> Tiger Beetles of the U.S.A.]
- [<a href="http://www.papua-insects.nl/insect%20orders/Coleoptera/Cicindelidae/Cicindelidae.htm%22>http://www.papua-insects.nl/insect%20orders/Coleoptera/Cicindelidae/Cicindelidae.htm</a> Tiger Beetles of Papua Indonesia]
- [<a href="http://entomology.ifas.ufl.edu/creatures/misc/tiger/tbeetle3.htm%22>http://entomology.ifas.ufl.edu/creatures/misc/tiger/tbeetle3.htm</a> Tiger beetles of Florida] on the UF / IFAS Featured Creatures Web site
- [<a href="http://www.dolnimorava.org/index.php?page=shop.product_details&flypage=garden_flypage.tpl&product_id=17&category_id=1&option=com_virtuemart&Itemid=60&lang=en%22>http://www.dolnimorava.org/index.php?page=shop.product_details&flypage=garden_flypage.tpl&product_id=17&category_id=1&option=com_virtuemart&Itemid=60&lang=en</a> Moravec J. (2010): Tiger Beetles of the Madagascan Region (Madagascar, Seychelles, Comoros, Mascarenes, and other islands) Taxonomic revision of the 17 genera occurring in the region (Coleoptera: Cicindelidae),430 pp.]